# Takahiro Yanagi
Takahiro Yanagi (født 5. august 1997) er en japansk fodboldspiller.
Han har spillet for flere forskellige klubber i sin karriere, herunder FC Tokyo.